# Gervais Bolenga
Gervais Bolenga, né le 18 mars 1972 à Bertoua dans la région de l'Est, est un administrateur civil principal et homme politique camerounais. 
Ancien secrétaire des conseils ministériels au Secrétariat général de la présidence de la République du Cameroun, il est directeur général de la Cameroon Water Utilities Corporation, du 10 novembre 2017 au 30 septembre 2022,.

## Biographie
Gervais Bolenga est né en 1972 à Bertoua. Il fait ses études universitaires à l’université de Yaoundé où il obtient un diplôme d'études approfondies (DEA) en droit public.
Il commence sa carrière en 1999 au cabinet du premier ministre. De 1999 à 2003, il occupe successivement les postes de chargé d'études assistant puis de chargé d'études dans les services du Premier ministre. En 2003, il est nommé secrétaire adjoint des conseils ministériels au Secrétariat général de la présidence de la République du Cameroun et accède au poste de secrétaire des conseils ministériels en 2010. Parallèlement à ces fonctions, il est tour à tour représentant de la présidence de la République auprès des comités de pilotage du projet Lom Pangar, de l'initiative pour la transparence dans les industries extractives et au conseil d'administration du Port autonome de Kribi. Par ailleurs, il a présidé respectivement les commissions ministérielles de passation des marchés au ministère des Forêts et la Faune et au ministère des Domaines de 2012 à 2017.
Le 10 novembre 2017, il est nommé directeur général de la Camwater à l’issue d’un conseil extraordinaire d’administration tenu à Douala,. Il est démis de ses fonctions le 30 septembre 2022 et remplacé par Blaise Moussa,.
Gervais Bolenga est président du comité de développement de l'arrondissement de Moloundou et ancien d'Église à l'Église Presbytérienne du Cameroun.
Gervais Bolenga est un militant du Rassemblement Démocratique du Peuple Camerounais. Il est membre de la délégation permanente du comité central du parti dans le département de Boumba et Ngoko. 
Il est marié et père de trois enfants.

## Distinctions
- Chevalier de l’Ordre national de la Valeur[9]